# Bactrocoris
Bactrocoris is een geslacht van wantsen uit de familie van de Alydidae (Kromsprietwantsen). Het geslacht werd voor het eerst wetenschappelijk beschreven door Kormilev in 1953.

## Soorten
Het genus bevat de volgende soort:

- Bactrocoris plaumanni Kormilev, 1953